# Teresa Ruiz (actrice)
Teresa Ruiz (Santiago Matatlán, 21 december 1988) is een Mexicaans actrice. Ze werd in Mexico geboren maar groeide op in Los Angeles in de Verenigde Staten van Amerika. Sinds haar dertiende is zij als actrice actief in Los Angeles.
In de Netflix-serie Narcos: Mexico speelt zij Isabella Bautista.